# Ministerio de Cultura, Deporte y Turismo de Corea

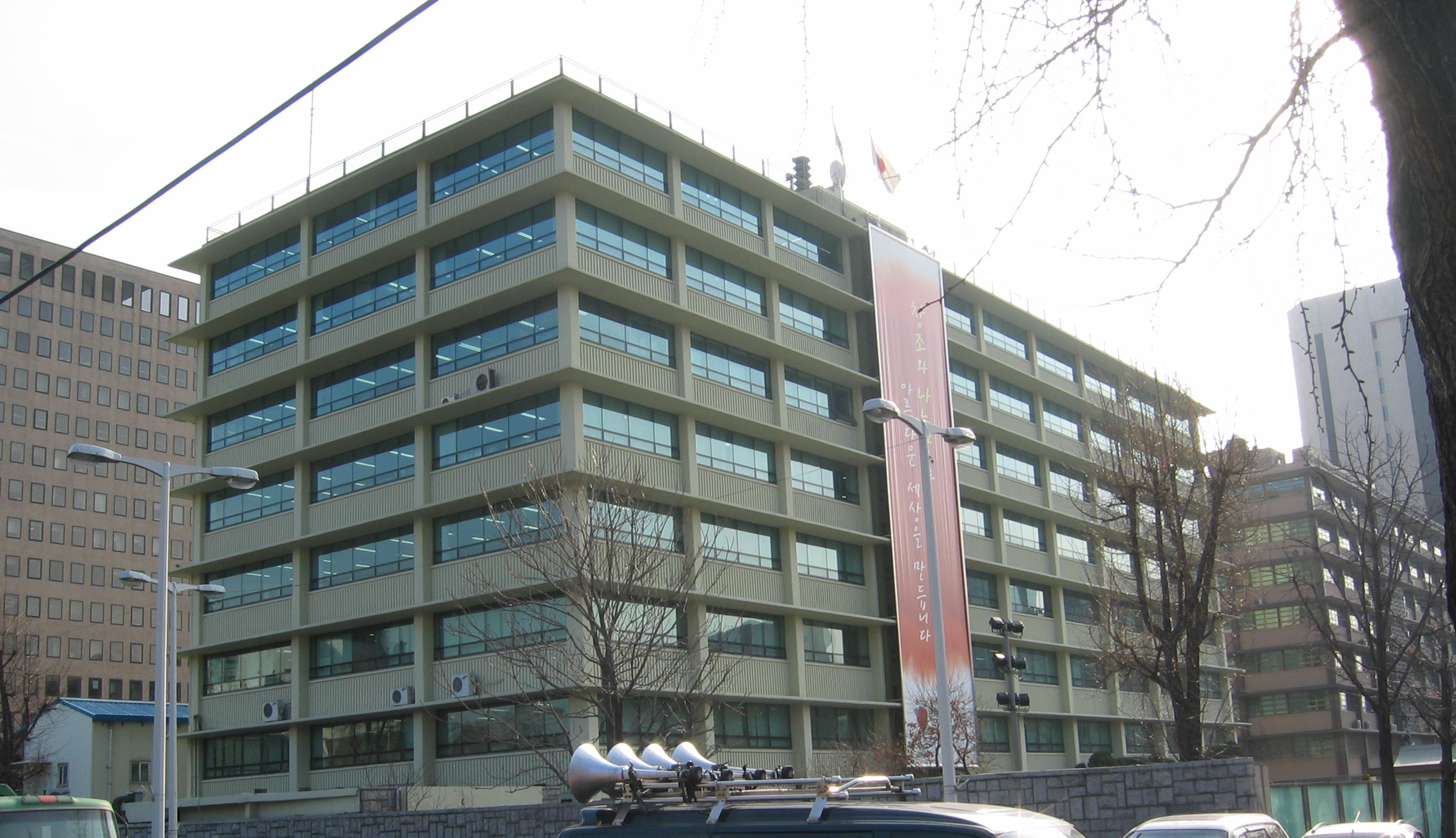
La antigua sede en Seúl

El Ministerio de Cultura, Deporte y Turismo de Corea (Coreano: 문화체육관광부, Inglés: Ministry of Culture, Sports and Tourism, MCST) es un ministerio del gobierno del Corea del Sur. El MCST tiene su sede en el Sejong Government Complex en la Ciudad de Sejong. Tenía su sede en Jongno-gu, Seúl.